# رنسانس ایتالیا

مونالیزا or La Gioconda (1503–05/07)—موزه لوور، پاریس، فرانسه

رنسانس ایتالیا (به ایتالیایی: Rinascimento [rinaʃʃimento]) نخستین تجلی رنسانس سرتاسری در اروپا بود، یک دورهٔ دگرگونی فرهنگی بزرگ و دستاوردی که در ایتالیا در طی سدهٔ چهاردهم آغاز شد و تا سدهٔ شانزدهم ادامه یافت بود که باعث گذار از دوران سده‌های میانه (قرون وسطی)، و ورود به قرون جدید در اروپای مدرن شد. اصطلاح رنسانس به مفهوم اصلی مدرنیته است که در سدهٔ نوزدهم رواج یافت، و در کار تاریخ‌نگارانی مانند ژول میشله و یاکوب بورکهارت به کار رفته‌است. هرچند که منشأ این جنبش که تا حد زیادی به فرهنگ سواد تلاش روشن‌فکری و پشتیبانی محدود شده بود را می‌توان به بخش پیش از سدهٔ چهاردهم برمی‌گردد، بسیاری از جنبه‌های فرهنگ و جامعهٔ ایتالیایی تا حد زیادی قرون وسطایی باقی ماند؛ رنسانس تا پایان سده، به حرکت کامل در نیامد. واژهٔ فرانسوی رنسانس (Rinascimento در ایتالیایی) به معنی «تولد دوباره»، و این دوران بهترین‌ها را برای تجدید دل‌بستگی به فرهنگ کلاسیک پیشین، پس از دوره‌ای که انسان گرایان آن را با برچسب سده‌های تاریک شناخته‌اند.

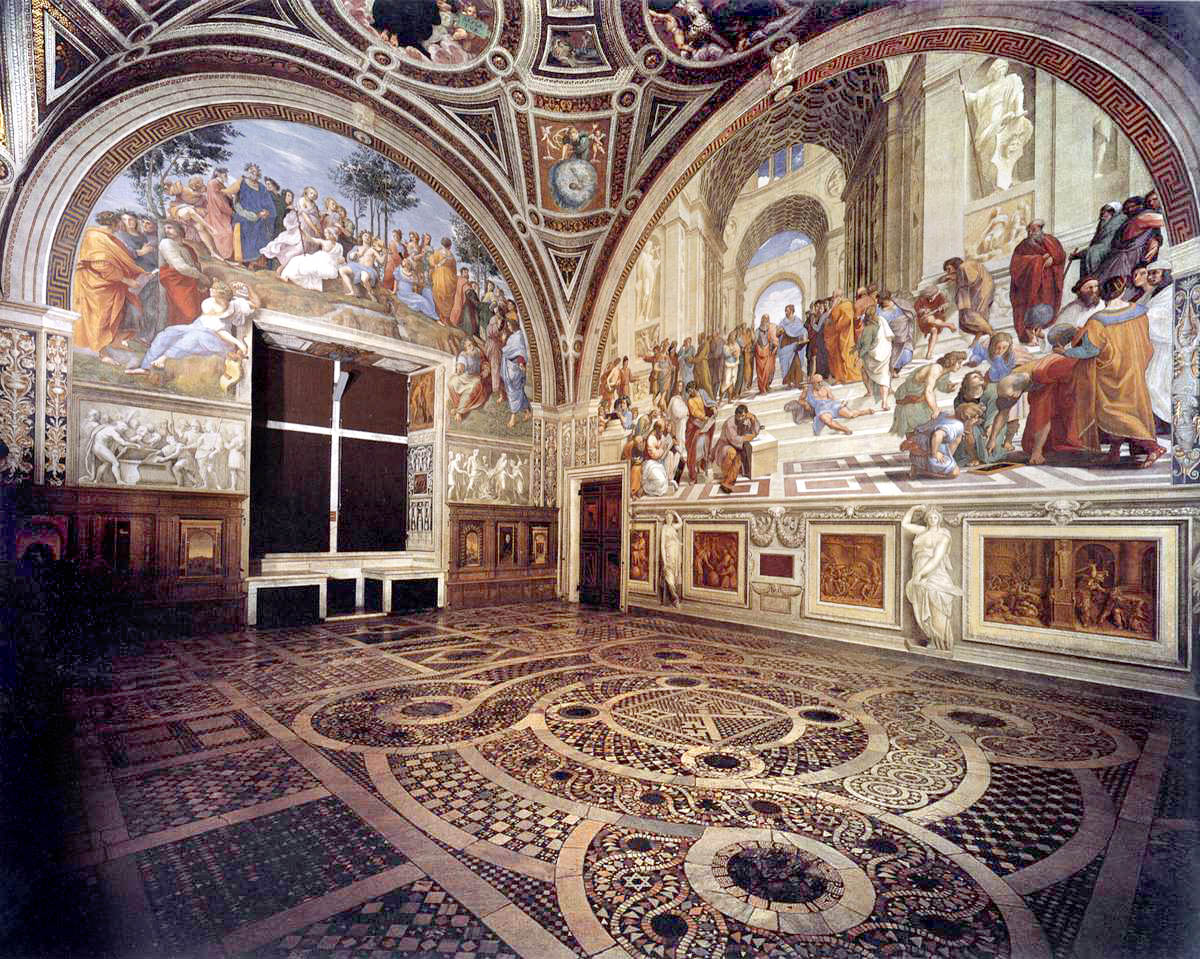
فرسکو اثر رافائل در Stanza della Segnatura در کاخ واتیکان

رنسانس در توسکانی ایتالیا و در شهر فلورانس آغاز شد. خاندان مدیچی در شهر فلورانس، به رونق اقتصادی و سیاسی این شهر کمک کردند و توانستند بزرگترین بانک اروپا را تاسیس کنند و نفوذ بالایی در سیستم اداری و سیاسی داشتند. آنها اهمیت بسیاری برای علم و دانش و هنر قائل بودند و در این راستا کمک های فراوانی نیز کردند. این کمک ها زمینه را فراهم کرد تا ایتالیا در زمینه های نقاشی، معماری، مجسمه سازی، ادبیات، موسیقی، فلسفه، دانش و تکنولوژی (که زمینه های اصلی رنسانس محسوب میشوند) به شهرت فراوانی در اروپا برسد. 

## پیش زمینه و دلایل

### پیشرفت ایتالیای شمالی و مرکزی در اواخر قرون وسطی
در اواخر قرون وسطی، ایتالیای جنوبی نسبت به ایتالیای شمالی و مرکزی فقیرتر بود. رم یک شهر از خرابه های قدیمی بود و این باعث میشد که نواحی تحت فرمان پاپ به شدت نسبت به حمله و دخالت کشورهای دیگر به خصوص فرانسه و اسپانیا آسیب پذیر باشند.
در عوض، ایتالیای شمالی و مرکزی به شدت پیشرفت کرده بود و جزو ثروتمندترین نواحی در اروپا بود. راه های تجاری بین اروپا و آسیای غربی عمدتاً از جنوا، پیزا و ونیز در ایتالیای شمالی میگذشت. به خصوص فلورانس یکی از ثروتمندترین شهرهای اروپا شد که عمدتاً به خاطر صنعت تولید پشم بود. پشم از اروپای شمالی به ایتالیا وارد میشد و به همراه رنگ هایی که از آسیای غربی میرسید، لباس و پارچه های با کیفیت بالا تولید و صادر میشد.
راه های تجارت و بازرگانی در ایتالیا همچنین شاهراه های اصلی دانش و فرهنگ بود. انتقال میراث کلاسیک یونان به اروپای لاتین که توسط مهاجران دانشمند بیزانس (پس از پایان امپراطوری بیزانس) در قرن 15 به ایتالیا آورده شد زمینه ساز پیشرفت دانش و مطالعات زبان شناختی رنسانس در دانشگاه های تازه تاسیس شده در فلورانس و ونیز شد.
پژوهشگران انسان گرا کتابخانه های صومعه ها مربوط به قرون وسطی را برای یافتن دستخط های قدیمی کنکاش میکردند و توانستند بسیاری از کتب قدیمی از نویسندگانی مانند تاستیوس را بازیابی کنند.